# 두들 점프

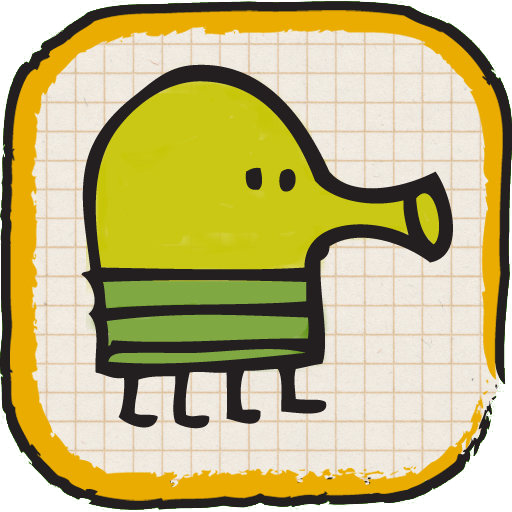

두들 점프(Doodle Jump)는 Lima Sky에서 개발한 게임이다.